# مستشفى الأمراض الجلدية والزهرية الجامعي
مشفى حكومي جامعي سوري مختص با الامراض الجلدية والزهرية وهو الوحيد في سوريا بهذا التخصص تأسس عام 1991 ويتبع اداريا وماليا ل جامعة دمشق.
يستقبل المشفى الحالات المرضية الجلدية بدأ بالحالات البسيطة (كالاكزيما، الكلف، وحب الشباب) وانتهاءاً بالحالات المعقدة (كالأ ورام الجلدية على اختلاف أنواعها).

## اقسام المشفى
- مكتب قبول: يراجع المشفى يوميا بين200 -250 مريض ويزداد صيفًا لكثرة الأمراض.
- قسم العيادات الخارجية يحوي سبع عيادات وعيادة متخصصة للأمراض التناسلية والجنسية.
- قسم المخابر: مخبر الدمويات - مخبر التشريح المرضي- مخبر الفطور- مخبر الومضان المناعي وهو الوحيد في مشافي القطر)
- وحدة الأشعة فوق البنفسجية
- قسم الجراحة مع غرف عمليات (عدد2)
- قسم الليزر
- الشعبة وهي مقسومة بين الرجال والنساء مناصفة
- الصيدلية
- قاعات ومدرجات للتدريس.